# Sam Himself
Sam Himself (bürgerlich Samuel Koechlin) ist ein Schweiz-Amerikanischer Musiker aus Basel.

## Leben
Sam wuchs in Basel auf. Mit neunzehn Jahren verliess Sam seine Heimat und ging nach New York. Heute pendelt er zwischen Basel und New York. Nebst der Musik hat Sam schon als Barkeeper, Songwriter oder Comedy-Writer gearbeitet.

## Karriere
Kurz nach Beginn seiner Zusammenarbeit mit dem New Yorker Produzenten Daniel Schlett (Iggy Pop; The War on Drugs) veröffentlichte Sam seine erste EP als Sam Himself im Jahr 2017, welche den Namen Songs in D trug. Darauf folgten die EPs Nobody (2018) und Slow Drugs (2020), welche gemeinsam mit dem Schlagzeuger Parker Kindred (Jeff Buckley; Elliott Smith) und dem Bassisten Josh Werner (Ghostface Killah; Lee ‘Scratch’ Perry) aufgenommen wurden. Slow Drugs markierte zudem den Anfang von Sam Himselfs Zusammenarbeit mit dem Mastering Engineer Greg Calbi (Bruce Springsteen; David Bowie). Im Jahr 2021 veröffentlichte er sein erstes Studioalbum Power Ballads, welche es in den offiziellen Schweizer Charts auf Platz 36 schaffte. Keine zwei Jahre später folgte sein zweites Studioalbum, Never Let Me Go, welches Platz 23 erreichte, erstmals mit Beiträgen des New Yorker Schlagzeugers Chris Egan (Blood Orange; Solange).
Im April und Oktober 2022 präsentierte Sam Himself erstmals orchestrale Versionen von insgesamt acht Eigenkompositionen mit dem Sinfonieorchester Basel, welche der Künstler gemeinsam mit dem Emmy-Preisträger Mark Bächle sowie dem Komponisten und Arrangeuren Michael Künstle für das Orchester arrangierte.
Sam Himselfs Single La Paz ist seit Juni 2023 Teil des Soundtracks der Sex And The City Nachfolgeserie And Just Like That (S2E02). Die Erstausstrahlung der relevanten Folge auf dem US-Fernsehprogrammanbieter HBO erfolgte am 22. Juni 2023.
Seinen Musikstil bezeichnet Sam Himself als „Fondue Western“, eine Genre-Eigenkreation seines Produzenten Schlett in Anspielung auf die geteilte Bewunderung des italienischen Komponisten und Spaghetti Western-Begründers Ennio Morricone, gewisse stilgebende Charakteristiken von Sam Himselfs bevorzugtem Gitarren-Sound sowie die Schweiz-Amerikanische Doppel-Identität des Künstlers.

## Diskografie

### Alben
| Jahr | Titel Musiklabel                                       | Höchstplatzierung, Gesamtwochen, AuszeichnungChartsChartplatzierungen (Jahr, Titel, Musiklabel, Platzierungen, Wochen, Auszeichnungen, Anmerkungen) | Anmerkungen                           |
| Jahr | Titel Musiklabel                                       | CH | Anmerkungen                           |
| ---- | ------------------------------------------------------ | --- | ------------------------------------- |
| 2021 | Power Ballads Sam Himself / Taxi Gauche Records        | CH36 (4 Wo.)CH | Erstveröffentlichung: 8. Oktober 2021 |
| 2023 | Never Let Me Go Sam Himself / Sony Music Entertainment | CH23 (1 Wo.)CH | Erstveröffentlichung: 27. Januar 2023 |

### EPs
- 2017: Songs in D
- 2018: Nobody
- 2020: Slow Drugs

### Singles
- 2020: Slow Drugs
- 2020: Dancing In The Dark
- 2020: Cry
- 2021: Nothing Like The Night
- 2021: What It’s Worth
- 2021: La Paz
- 2022: Never Let Me Go
- 2022: Golden Days
- 2022: Mr. Rocknroll

### Gastbeiträge
- 2021: letters from nowhere (NOTI ft. Sam Himself, Anna Rossinelli)
- 2022: coda (NOTI ft. Sam Himself)

## Auszeichnungen und Nominierungen

### Nominierungen
- 2021: Swiss Music Awards – Kategorie: Best Talent[18]
- 2022: Swiss Music Awards – Kategorie: Best Crushing Newcomer[19]
- 2022: Pop Preis Basel – Nomination 2022[20]

### Auszeichnungen
- 2023: KCRW Best of 2022 – DJ and Staff Picks[21]